# Силы обороны Ирландии
Силы обороны Ирландии (ирл. Óglaigh na hÉireann) — совокупность войск Республики Ирландия, предназначенных для защиты свободы, независимости и территориальной целостности государства. 
Силы обороны Ирландии состоят из сухопутных войск, военно-морских и военно-воздушных сил. 

## История

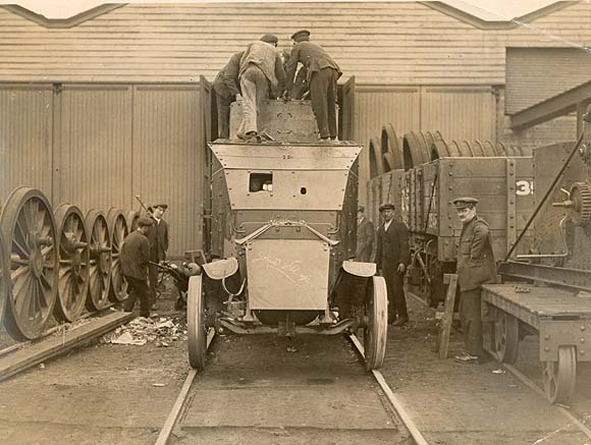
Один из около 50-ти бронеавтомобилей «Lancia» (Lancia IZ), переоборудованных в 1921 — 1923 годах на железнодорожном заводе в Инчикоре для использования на железных дорогах Инженерным корпусом (Ирландия).

Подпольная военизированная организация «Ирландские волонтёры» была создана в 1913 году, после начала Пасхального восстания в апреле 1916 года создание вооружённых отрядов активизировалось и продолжалось в ходе войны за независимость Ирландии 1919—1921 гг..
До 1930-х годов на территории Ирландии оставались военные базы Великобритании. С 1930-х годов Ирландия проводит политику военного нейтралитета.
В 1935 году на вооружении ирландской армии имелся один тяжёлый английский танк Mk.V, а также лёгкие бронеавтомобили Rolls-Royce М.20 и полубронированные автомобили "Пирлесс".
В ходе Второй мировой войны Ирландия объявила о своём нейтралитете.
14 декабря 1955 года Ирландия была принята в ООН, в дальнейшем личный состав вооружённых сил Ирландии принимал участие в миротворческих операциях ООН (потери Ирландии во всех операциях ООН с участием страны составили 91 человека погибшими).
8 августа 1963 года правительство Ирландии подписало Договор о запрещении испытаний ядерного оружия в трёх средах, в 1968 году — Договор о нераспространении ядерного оружия.
В 1972 году общая численность регулярных вооружённых сил составляла около 9,5 тыс. человек, комплектование личным составом осуществлялось на добровольной основе. Территория страны разделена на три военных округа (Восточный, Южный и Западный). Сухопутная армия насчитывала около 8,6 тыс. человек (шесть бригад, состоящие из пехотных батальонов и подразделений других родов войск) и была оснащена оружием английского производства. ВВС (около 500 человек) входили в состав сухопутной армии. ВМС насчитывали около 400 человек и 3 корвета. Также имелось одно военное училище для подготовки офицеров.
С 1992 по 2002 годы в Министерство обороны Ирландии поступило более 16,5 тысяч жалоб от военнослужащих ирландской армии, которые лишились слуха из-за громких звуков и шумов, раздававшихся во время учений и военных операций. Военнослужащие обвиняли правительство в том, что оно не обеспечило всех снаряжением для защиты ушей от звуков взрывов и выстрелов во время учений, как это требовалось ещё с 1950-х годов в соответствии с законом. По итогам ирландское правительство вынуждено было выплатить компенсации военным общим объёмом в 300 миллионов евро.
В 2002-2021 гг. военнослужащие Ирландии принимали участие в войне в Афганистане.
В 2006 году общая численность регулярных вооружённых сил составляла около 10,5 тыс. человек. Сухопутная армия насчитывала около 8,6 тыс. человек, 14 лёгких танков, 75 боевых бронированных машин, около 600 орудий полевой артиллерии и миномётов, 60 пусковых установок ПТУР и 30 ПЗРК. ВВС насчитывали 860 человек и пять эскадрилий (15 самолётов и 15 вертолётов). ВМС насчитывали 1,1 тыс. человек, флотилию из 8 патрульных кораблей, два самолёта и два вертолёта. 
20 ноября 2007 года правительство Ирландии согласилось отправить военное подразделение в состав сил Евросоюза в Чаде и в феврале 2008 года первые военнослужащие Ирландии были отправлены в Чад.
3 декабря 2008 года Ирландия подписала конвенцию о отказе использования кассетных боеприпасов, вступившую в действие с 1 августа 2010 года.
В 2013 году Ирландия отправила подразделение в состав сил Евросоюза в Мали (изначально - восемь военнослужащих, позднее их количество было увеличено до 34 человек, они находились на базе "Camp Castor" в районе города Гао на северо-востоке Мали). 24 февраля 2020 в 75 км от Гао три рейнджера были ранены взрывом заложенного у дороги минно-взрывного устройства.

## Современное состояние

### Командование
Верховным главнокомандующим является президент. Непосредственное руководство вооружёнными силами осуществляет министр обороны, при котором действует консультативный совет обороны. В состав совета обороны входят: министр обороны (председатель), генеральный секретарь министерства обороны, начальник генерального штаба и два его заместителя (по операциям и по поддержке).

### Состав вооружённых сил

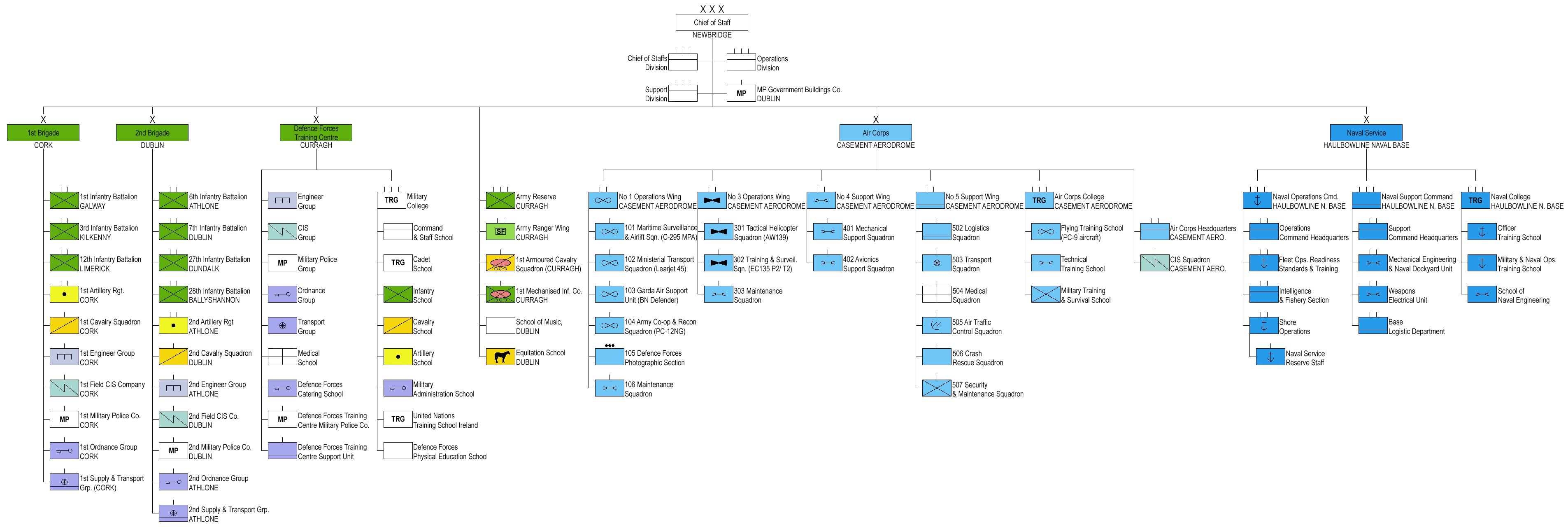
Структура Сил обороны Ирландии на 2020 год.

#### Сухопутные войска
Примерно 8 500 человек служат в сухопутной армии Ирландии. Ещё около 13 000 человек составляют резерв. До 2012 года страна была разделена на три военных округа (с 2012 года их два), в каждом из которых была сформирована собственная отдельная пехотная бригада. 1-я бригада (южная) отвечает за операции в прибрежных зонах, 2-я бригада (восточная) действует в районах Дублина и Ленстера, а ещё одна бригада (4-я Западная) — в Коннахте и Манстере.
В 2012 году 4-я бригада была расформирована: её личный состав был распределён между 1-й и 2-й бригадой. Помимо действующих частей, существует учебно-тренировочный лагерь, совмещённый с базой управления и снабжения в Куррахе.

#### Военно-морские силы
Численность ВМС Ирландии составляет примерно 1 150 человек. В их задачу входит защита территориальных вод страны и патрулирование заповедных для ловли рыбы областей прибрежных морей. Кроме того, патрульные суда занимаются перехватом лодок контрабандистов. Крупных судов в составе ВМС нет, вооружение существующих кораблей предназначено для выполнения функций надзора и охраны.
Военно-морские силы состоят из штаба, оперативного командования, командования обеспечения, военно-морского колледжа. Оперативному командованию подчинена флотилия патрульных кораблей, состоящая из двух дивизионов патрульных кораблей (по 4 корабля в каждом) и вертолётной эскадрильи. 
База ВМС — остров Холбоулин (Haulbowline) в заливе Корк.
Кроме того, существует не входящая в состав ВМС служба береговой охраны (англ. Irish Coast Guard / IRCG, ирл. Garda Cósta na hÉireann).

#### Военно-воздушные силы
Военно-воздушные силы Ирландии выполняют вспомогательную функцию и не предназначены для охраны воздушного пространства над страной. Численность персонала составляет менее тысячи человек, на вооружении находятся вертолёты производства КБ Сикорского и два морских патрульных самолёта, оснащённых современными средствами гидро- и радиолокации.
Военно-воздушные силы состоят из штаба, двух авиационных крыльев, двух крыльев обеспечения, батальона связи, военно-воздушного колледжа.
ВВС базируются на аэродроме Кейсмент (Casement Aerodorme) в Балдоннел (Baldonnel).

#### Резервные силы
Резервные силы подразделяются на резерв первой и второй очереди. В состав резерва первой очереди входят бывшие военнослужащие сил постоянной готовности. В состав резерва второй очереди входят резерв сухопутных войск (англ. Army Reserve) и резерв военно-морских сил (англ. Naval Service Reserve).
Резерв сухопутных войск включает всего 9 резервных пехотных батальонов и 18 подразделений обеспечения, в том числе 3 батареи ПВО. Кроме того, в каждой из трёх зон сил постоянной готовности создаётся штаб резервной бригады.
Резерв военно-морских сил состоит из двух групп: Восточной резервной группы в составе двух рот (Дублин и Уотерфорд) и Южной резервной группы в составе двух рот (Корк и Лимерик)